# Canton de Besançon-Sud
Le canton de Besançon-Sud est une ancienne division administrative française, située dans le département du Doubs et la région Bourgogne-Franche-Comté.

## Historique
Par décret royal du 17 juillet 1819, les communes de la Chevillotte, de Gennes, de Mamirolles, de Le Gratteris, de Montfaucon, de Morre et de Saône faisant alors partie du canton de Roulans, arrondissement de Baume, département du Doubs seront distraites de ce canton et réunies au canton sud de la ville de Besançon, arrondissement de Besançon

## Administration

### Conseillers généraux de 1833 à 2015
| Période | Période      | Identité                    | Étiquette                | Qualité |
| ------- | ------------ | --------------------------- | ------------------------ | --- |
| 1833    | 1838 (décès) | Antoine-Athanase Brétillot  |                          | Banquier, Président du Tribunal et de la Chambre de commerce de Besançon                                               |
| 1838    | 1870         | Antoine-Léon Brétillot      |                          | Banquier - Maire de Besançon Président du Tribunal de commerce de Besançon                                             |
| 1871    | 1889         | Alexandre-Gustave Oudet     | Républicain              | Avocat - Maire de Besançon (1872-1881) Sénateur (1876-1897)                                                            |
| 1889    | 1895         | Paul Dubourg                | Républicain              | Négociant |
| 1895    | 1901         | Claude-François Vuillecard  | Républicain Progressiste | Avoué Maire de Besançon (1888-1898)                                                                                    |
| 1901    | 1901 (décès) | Jean Claudius Albert Gondy  | Rad.                     | Horloger Maire de Besançon (1898-1901)                                                                                 |
| 1901    | 1907         | Henri Baigue                | Rad.                     | Maire de Besançon (1901-1906)                                                                                          |
| 1907    | 1910 (décès) | Joseph Léon Millot-Pierrecy | Républicain              | Négociant en vins à Besançon                                                                                           |
| 1910    | 1919         | Jean Joseph Paul Sancey     | Act.lib.                 | Négociant Adjoint au Maire de Besançon                                                                                 |
| 1919    | 1925         | Paul Pesty                  | Rad.                     | Directeur commercial à Besançon                                                                                        |
| 1925    | 1938 (décès) | Georges Dangelzer           | URD puis PSF             | Notaire honoraire à Besançon                                                                                           |
| 1938    | 1940         | Henri Roland (1892-1972)    | URD                      | Médecin Membre de la Commission administrative départementale (1941-1943) Nommé conseiller départemental en 1943       |
|         |              |                             |                          | |
| 1945    | 1951         | Yvonne Grappin              | PCF                      | Veuve de Jean-Paul Grappin, membre des FTP, fusillé le 26 septembre 1943                                               |
| 1951    | 1982         | Auguste Joubert             | CNI                      | Agent d'assurances Député (1946-1958) Président du Conseil Général (1964-1982) Ancien Conseiller municipal de Besançon |
| 1982    | 2001         | Michel Bittard              | RPR                      | Chirurgien à Besançon                                                                                                  |
| 2001    | 2015         | Yves-Michel Dahoui          | PS                       | Juriste Maire-adjoint de Besançon                                                                                      |

### Conseillers d'arrondissement (de 1833 à 1940)
Le canton de Besançon-Sud avait deux conseillers d'arrondissement.
| Période                                  | Période      | Identité                                       | Étiquette                    | Qualité |
| ---------------------------------------- | ------------ | ---------------------------------------------- | ---------------------------- | --- |
| 1833                                     | 1836         | Marcellin Léonard Jacquot de Mérey (1777-1856) |                              | Avocat à Besançon                                                                                           |
| 1833                                     | 1842         | M. Maurice                                     |                              | Premier avocat général à la Cour royale de Besançon                                                         |
|                                          |              |                                                |                              | |
| 1848                                     |              | Charles Louis Étienne Gras                     |                              | Conseiller à la Cour, Besançon                                                                              |
| 1848                                     |              | Pierre Joseph Jacquard (1791-1863)             |                              | Banquier à Besançon, censeur de la Banque de France                                                         |
|                                          |              |                                                |                              | |
| 1889                                     |              | M. Dumont                                      | Républicain                  | |
| 1889                                     | 1892 (décès) | Jean-Baptiste Jonquet (1828-1892)              | Républicain                  | Négociant à Besançon                                                                                        |
|                                          |              |                                                |                              | |
| 1895                                     |              | Joseph-Léon Millot-Pierrecy                    | Républicain                  | |
|                                          |              |                                                |                              | |
| 1922                                     | 1928         | M. Bertrand                                    | Radical                      | |
| 1928                                     | 1934         | Louis Haumant (1872-1941)                      | Droite                       | Avocat à la Cour d'Appel, Besançon                                                                          |
| 1934                                     | 1938         | Henri Roland                                   | Union nationale républicaine | Médecin à Besançon, conseiller d'arrondissement                                                             |
| 1939                                     | 1940         |                                                |                              | |
| 1940                                     |              |                                                |                              | Les conseils d'arrondissement ont été suspendus par la loi du 12 octobre 1940 et n'ont jamais été réactivés |
| Les données manquantes sont à compléter. |              |                                                |                              | |

## Composition
Ce canton est composé des douze communes suivantes :
| Nom                  | Code Insee | Intercommunalité            | Superficie (km2) | Population (dernière pop. légale) | Densité (hab./km2) |
| -------------------- | ---------- | --------------------------- | ---------------- | --------------------------------- | ------------------ |
| Besançon (chef-lieu) | 25056      | CU Grand Besançon Métropole | 65,05            | 116 676 (2015)                    | 1 794              |
| Arguel               | 25027      | CU Grand Besançon Métropole | 4,98             | 271 (2014)                        | 54                 |
| Beure                | 25058      | CU Grand Besançon Métropole | 3,99             | 1 369 (2014)                      | 343                |
| La Chevillotte       | 25152      | CU Grand Besançon Métropole | 7,68             | 136 (2014)                        | 18                 |
| Fontain              | 25245      | CU Grand Besançon Métropole | 21,25            | 1 009 (2015)                      | 47                 |
| Gennes               | 25267      | CU Grand Besançon Métropole | 7,18             | 653 (2014)                        | 91                 |
| Le Gratteris         | 25297      | CU Grand Besançon Métropole | 2,97             | 175 (2014)                        | 59                 |
| Mamirolle            | 25364      | CU Grand Besançon Métropole | 14,46            | 1 772 (2015)                      | 123                |
| Montfaucon           | 25395      | CU Grand Besançon Métropole | 7,25             | 1 513 (2014)                      | 209                |
| Morre                | 25410      | CU Grand Besançon Métropole | 5,27             | 1 335 (2014)                      | 253                |
| Saône                | 25532      | CU Grand Besançon Métropole | 20,55            | 3 326 (2015)                      | 162                |
| La Vèze              | 25611      | CU Grand Besançon Métropole | 5,27             | 450 (2014)                        | 85                 |

Seule une fraction de Besançon fait partie de ce canton.

## Démographie
| 1982 | 1990   | 1999   | 2006   | 2011   | 2012   |
| ---- | ------ | ------ | ------ | ------ | ------ |
| -    | 19 394 | 21 192 | 22 483 | 23 628 | 23 310 |